# Štefánia Zemanová
Štefánia Zemanová (24. prosince 1915 - ???) byla slovenská a československá politička Komunistické strany Slovenska a poúnorová poslankyně Národního shromáždění ČSSR a Sněmovny lidu Federálního shromáždění.

## Biografie
Ve volbách roku 1964 byla zvolena za KSS do Národního shromáždění ČSSR za Východoslovenský kraj. V Národním shromáždění zasedala až do konce volebního období parlamentu v roce 1968.
K roku 1968 se profesně uvádí jako zootechnička státního statku z obvodu Michalovce.
Po federalizaci Československa usedla roku 1969 do Sněmovny lidu Federálního shromáždění (volební obvod Michalovce), kde setrvala do května 1970, kdy rezignoval na poslanecký post. Uvádí mezi těmi poslanci, kteří byli vytlačeni ze svých postů v důsledku čistek po invazi vojsk Varšavské smlouvy do Československa a nástupu normalizace.